# Je ne suis pas là pour être aimé
Pour plus de détails, voir Fiche technique et Distribution.
Je ne suis pas là pour être aimé est un film français réalisé par Stéphane Brizé, sorti le 12 octobre 2005.

## Synopsis
Jean-Claude Delsart (Patrick Chesnais) est huissier. Quinquagénaire divorcé, il vit seul et sa seule occupation le week-end est de visiter son vieux père acariâtre (Georges Wilson) à la maison de retraite et dont il a repris l'étude. Un jour, il est victime d'un malaise bénin et le docteur lui conseille de faire du sport. Jean-Claude s'inscrit alors à un cours de tango qu'il lorgne, chaque jour, par la fenêtre de son bureau. Il y rencontre Françoise (Anne Consigny), conseillère d'orientation. Malgré la différence d'âge, la profession de Jean-Claude (huissier) et le mariage prochain de Françoise avec son fiancé, ils sont irrésistiblement attirés l'un vers l'autre.

## Fiche technique
- Titre : Je ne suis pas là pour être aimé
- Réalisation : Stéphane Brizé
- Scénario : Stéphane Brizé et Juliette Sales
- Production : Milena Poylo et Gilles Sacuto
- Musique :  Müller & Makaroff (Eduardo Makaroff et Christoph H. Müller)
- Photographie : Claude Garnier
- Montage : Anne Klotz
- Décors : Valérie Saradjian
- Costumes : Ann Dunsford
- Pays d'origine :  France
- Format : couleur - 1,85:1 - Dolby Surround - 35 mm
- Genre : comédie
- Durée : 93 minutes
- Dates de sortie : 
  - 12 octobre 2005 (France)
  - 23 novembre 2005 (Belgique)

## Distribution
- Patrick Chesnais : Jean-Claude Delsart
- Anne Consigny : Françoise "Fanfan" Rubion
- Georges Wilson : M. Delsart, le père de Jean-Claude
- Lionel Abelanski : Thierry, le fiancé de Fanfan, écrivain
- Cyril Couton : Jean-Yves Delsart, le fils de Jean-Claude
- Olivier Claverie : le dragueur du cours de tango
- Anne Benoît : Hélène, la secrétaire de Jean-Claude
- Hélène Alexandridis : la sœur de Françoise
- Geneviève Mnich : Mme Rubion, la mère de Françoise
- Marie-Sohna Condé : Rose Diakité
- Isabelle Brochard : l'aide-soignante
- Stefan Wojtowicz : le médecin consulté par Jean-Claude
- Pedro Lombardi : le professeur de tango
- Yves Lambrecht : le mari de la sœur de Françoise
- Géraldine Rojas : danseuse tango spectacle
- Pascal Praud : journaliste sportif (voix)

## Autour du film
- Le tournage s'est déroulé à Fontenay-le-Fleury, Guermantes et en Maine-et-Loire.
- Claudia Rosenblatt a formé et conseillé les acteurs dans leur pratique du tango milonguero, technique du tango dansé.
- La musique originale du film a été composée par Müller & Makaroff, deux membres fondateurs de Gotan Project (1999), Plaza Francia avec Catherine Ringer (2013) et Plaza Francia Orchestra (2018) .

## Distinctions
- Prix CEC du meilleur film et nomination à la Coquille d'or, lors du Festival de San Sebastián en 2005.
- Nomination aux Césars du meilleur acteur pour Patrick Chesnais, meilleure actrice pour Anne Consigny et meilleur second rôle masculin pour Georges Wilson en 2006.
- Nomination au prix du meilleur acteur pour Patrick Chesnais, lors des Prix du cinéma européen en 2006.
- Primé au Festival international du film de Pyongyang en 2006[2].
- Festival de Vérone 2006 : Prix spécial du jury[3]